# Arandis
Arandis ist eine Stadt im gleichnamigen Wahlkreis Arandis in der Region Erongo in Namibia. Sie hat etwa 5700 Einwohner (Stand 2023) auf einer Fläche von 33,6625 Quadratkilometern. Arandis liegt in einer Ebene zwischen den Rössingbergen im Südwesten und den Klanbergen im Osten, rund 60 Kilometer nordöstlich von Swakopmund.
Über die Nationalstraße B2 bestehen für den Ort gute Verkehrsverbindungen nach Swakopmund und nach Windhoek. Neben dem Flughafen Arandis befinden sich in dem Ort noch eine Polizeistation, eine Kirche, ein Krankenhaus, das Namibian Institute of Mining & Technology (Hauptsitz), verschiedene Kleinunternehmen, eine Tankstelle sowie mehrere Geschäfte. Arandis liegt an der Bahnstrecke Kranzberg–Walvis Bay.

## Klima
Der Klimaklassifikation nach Köppen und Geiger zufolge ist das Klima in Arandis vom Typ BWh – es herrscht also Wüstenklima mit ganzjährig kaum Niederschlägen. Im Jahresdurchschnitt ist eine Temperatur von 19,0 °C zu verzeichnen. Über das Jahr verteilt summieren sich die Niederschläge zu 44 mm. Die niederschlagärmsten Monate (0 mm) sind Juni, Juli und September, der Monat mit den meisten Niederschlägen ist der März (15 mm). Im niederschlagsreichsten Monat März fallen also durchschnittlich 15 mm mehr Niederschlag als in den trockensten Monaten Juni, Juli und September. Im Jahresschnitt erweist sich der März mit einer mittleren Temperatur von 21,8 °C als am wärmsten, wohingegen Juli und August mit Temperaturen von durchschnittlich 16,0 °C die kältesten Monate sind. Damit ist der wärmste Monat im Durchschnitt um 5,8 °C wärmer als die kältesten Monate.
|                        | Jan  | Feb  | Mär  | Apr  | Mai  | Jun  | Jul  | Aug  | Sep  | Okt  | Nov  | Dez  |   |      |
| Mittl. Temperatur (°C) | 21,3 | 21,7 | 21,8 | 20,2 | 18,1 | 16,9 | 16,0 | 16,0 | 17,1 | 18,4 | 20,0 | 20,6 | ⌀ | 19   |
| Mittl. Tagesmax. (°C)  | 28,2 | 28,2 | 28,5 | 27,7 | 26,0 | 24,6 | 24,0 | 24,3 | 25,3 | 26,3 | 27,8 | 28,2 | ⌀ | 26,6 |
| Mittl. Tagesmin. (°C)  | 14,5 | 15,2 | 15,2 | 12,7 | 10,2 | 9,3  | 8,1  | 7,7  | 9,0  | 10,5 | 12,3 | 13,1 | ⌀ | 11,5 |
|                        |      |      |      |      |      |      |      |      |      |      |      |      |   |      |
| Niederschlag (mm)      | 8    | 9    | 15   | 4    | 1    | 0    | 0    | 1    | 0    | 1    | 3    | 2    | Σ | 44   |
|                        |      |      |      |      |      |      |      |      |      |      |      |      |   |      |
| Regentage (d)          | 4,0  | 4,1  | 3,6  | 2,0  | 1,1  | 1,8  | 0,2  | 0,5  | 0,6  | 1,1  | 1,9  | 1,8  | Σ | 22,7 |
|                        |      |      |      |      |      |      |      |      |      |      |      |      |   |      |
| Luftfeuchtigkeit (%)   | 64,4 | 67,0 | 66,6 | 62,6 | 55,4 | 53,7 | 53,0 | 54,3 | 56,1 | 57,5 | 59,5 | 61,1 | ⌀ | 59,2 |

| 14,5 |

| 15,2 |

| 15,2 |

| 12,7 |

| 10,2 |

| 9,3 |

| 8,1 |

| 7,7 |

| 9,0 |

| 10,5 |

| 12,3 |

| 13,1 |

| 14,5 |

| 15,2 |

| 15,2 |

| 12,7 |

| 10,2 |

| 9,3 |

| 8,1 |

| 7,7 |

| 9,0 |

| 10,5 |

| 12,3 |

| 13,1 |

## Geschichte

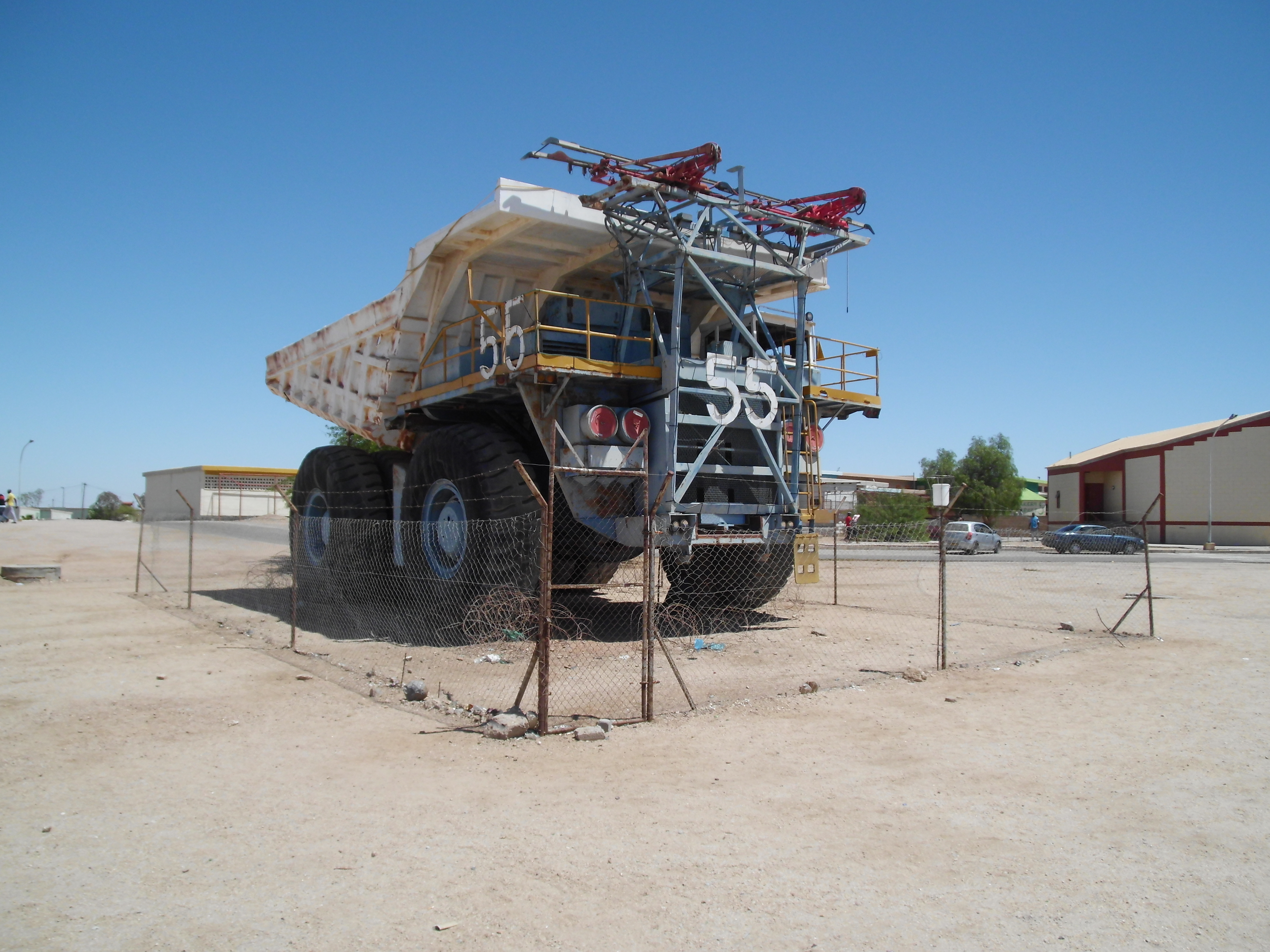
Uran-Muldenkipper-Denkmal im Zentrum von Arandis

Die Stadt wurde von Rössing Uranium Limited 1972 für seine Angestellten in der nur 15 km entfernt gelegenen Rössing-Mine errichtet und ist eine reine Bergbaustadt. 1992 wurde Arandis vom Rössing-Konzern anlässlich der zwei Jahre zuvor errungenen Unabhängigkeit des Landes als „Geschenk“ an den namibischen Staat übergeben.
Seit 1994/1995 hat Arandis den Status einer Stadt.
Der Name „Arandis“ geht auf die „Station Arandis“ der Otavibahn zurück, die in 60 km Entfernung von Swakopmund lag. Mitte der 1920er Jahre entdeckte man etwa 35 km nördlich dieser Bahnstation ein Zinnvorkommen im Marmor, welches anfänglich  „Annaberg“ oder nach seinem Besitzer W. Stiepelmann „Stiepelmann-Grube“, später aber „Arandis Tin Mine“ genannt wurde. Die Lagerstätte wurde durch Paul Ramdohr bearbeitet, der von hier u. a. die Minerale Arandisit und Nordenskiöldin beschrieb. Die Stadt Arandis lebt damit mittelbar im Mineralnamen „Arandisit“ fort.

## Wirtschaft
Die arbeitende Bevölkerung der Stadt ist überwiegend bei Rössing beschäftigt.
Bis heute ist die Stadt daher wirtschaftlich vollkommen vom Rössing-Konzern abhängig, welcher für fast jeden in der Stadt ansässigen Haushalt die Lebensgrundlage darstellt. Bis vor wenigen Jahren gab es außerdem in Arandis keinerlei Einkaufsmöglichkeiten und auch keine Tankstelle, so dass das an der Küste gelegene Swakopmund indirekt sowie kontinuierlich von Arandis profitierte, da die Bewohner des Ortes geschätzte 90 % ihrer frei verfügbaren Einkommen in Swakopmund ausgaben.
Als die Weltmarktpreise für Uranoxid kurz nach der Jahrtausendwende drastisch fielen, wurde zunächst die Schließung der Mine für das Jahr 2007 angekündigt. Weil der Uranoxidpreis in den Folgejahren aber wieder überproportional anstieg, wurde die geplante Schließung verworfen. Stattdessen wurden vom Konzern sogar weitere 112 Millionen US-Dollar investiert, um bei Arandis noch mindestens bis 2021 Uranoxid gewinnen zu können.
Seit 2025 befindet sich das erste grüne Eisenwerk der Erde (oder Afrikas) in Arandis.

## Kommunalpolitik
Bei den Kommunalwahlen 2020.
| Partei                   | Stimmen | Stimmenanteil | Sitze |
| ------------------------ | ------- | ------------- | ----- |
| SWAPO                    | 551     | 39,25 %       | 3 ▼   |
| IPC                      | 405     | 28,85 %       | 2 NEU |
| UDF                      | 230     | 16,38 %       | 1 ▬   |
| LPM                      | 140     | 09,97 %       | 1 NEU |
| PDM                      | 078     | 05,56 %       | 0 ▬   |
| Insgesamt                | 1404    | 100 %         | 7     |
| Wahlbeteiligung: 51,61 % |         |               |       |

## Einrichtungen

### Bildung
Arandis verfügt über zwei staatliche Grundschulen sowie eine private weiterführende Schule. Diese und das Mathematik- und Wissenschaftszentrum sowie das Bergbau- und Technologieinstitut werden von Rössing unterstützt beziehungsweise unterhalten.
- Arandis Primary School
- U.B. Dax Primary School
- Kolin Foundation Secondary School
- Maths and Science Centre
- Namibia Institute of Mining & Technology

### Gesundheit
Arandis verfügt über eine Klinik und ein Krankenhaus. Zudem befindet sich seit Ende 2024 das Notfallzentrum für die Nationalstraße B2 im Bau in Arandis.

## Söhne und Töchter
- Tangeni Shipahu (* 1987), namibischer Fußballspieler